# Peggy Fleming
Peggy Gale Fleming (San José, Kalifornia, 1948. július 27. –) olimpiai bajnok és háromszoros világbajnok amerikai műkorcsolyázónő. Több mint 20 évig televíziós kommentátor volt a műkorcsolyázásban, beleértve számos téli olimpiai játékot.

## Élete
Fleming San Jose-ban született, Doris Elizabeth (szül. Deal) és Albert Eugene Fleming újságíró és volt amerikai tengerész lányaként. 9 éves korában kezdett korcsolyázni, amikor apja Peggyt és három nővérét elvitte korcsolyázni. 1961-ben, amikor Peggy tizenkét éves volt, edzője William Kipp meghalt az Egyesült Államok korcsolyázócsapatának többi tagjával együtt amikor a Sabena 548-as járata lezuhant, miközben az 1961-es műkorcsolya-világbajnokságra utaztak. Fleminget ezután Carlo Fassi edzette. Szokatlan stílusa öt amerikai bajnoki címhez, három világbajnoki és az 1968-as Grenoble-i olimpia bajnoki címhez juttatta. Peggy anyja emlékezetes szerepet játszott lányának a grenoble-i olimpiai győzelmében, amikor ruhájának a chartreuse színt választotta, melyet a szomszédos karthauzi rend kolostorában készített likőr színéről neveztek el. Ezzel elnyerte a helyi francia közönség támogatását a Peggy egyébként is hibátlan teljesítményének. Grenoble-i díját kiemelten fontosnak tartotta az amerikai sportolók és az egész nemzet számára, mivel ez volt az egyetlen aranyérem amelyet az amerikai olimpiai csapat nyert az 1968-os téli olimpián. Ez jelezte egyben az amerikai női műkorcsolyázás élvonalba való visszatértét, az 1961-es Sabena repülőgép tragédiája után.

### A sportkarrier után
Olimpiai bajnoksága után Fleming professzionális korcsolyázó lett. TV-műsorokon szerepelt, köztük öt saját műsorban az NBC kanálison és számos jégrevüvel, mint például az Ice Capades-szal. A hidegháború alatt Fleming televíziós műsort forgatott a Szovjetunióban és a „Pillangó szerelmeseinek hegedűversenye” kínai zeneműre korcsolyázott Kínában. 1981 óta az ABC Sports műkorcsolya-kommentátora. 
Peggy Fleminget 1998-ban mellrákkal diagnosztizálták. A betegségét korai stádiumban észlelték és a műtét sikeres volt. Mellrák-aktivista lett aki a korai felismerés jelentősége mellett áll ki.
1970. június 13-án Fleming feleségül ment fiatalkori szerelméhez, Greg Jenkins, bőrgyógyász és egykori amatőr műkorcsolyázóhoz. A párnak két fia született: Andy (1977) és Todd (1988). A kaliforniai ‘’Fleming Jenkins Vineyards & Winery’’ szőlészet és borászat megalapítói voltak. A pincészet évente közel 2000 karton bort termelt, „Koreográfia” névvel, a Napa-völgyből származó Bordeaux-i fajta szőlőből és a San Francisco-öböl Syrah fajtából "Victories Rose" névvel. A "Victories Rosé" nyereségét olyan jótékonysági szervezeteknek adományozták amelyek a mellrák kutatását támogatták. A borászatot 2011-ben bezárták.
1988-ban a Franklin Mint érme- és műtárgykereskedő készítette és árusította a Peggy Fleming porcelán babát.
2007-ben Fleming bíróként jelent meg a Jégi dicsőségünk (Blades of Glory) című filmben.
2010-ben az ’’ Art of the Olympians’’szervezet egy 30 perces dokumentumfilmet készített róla. Festményei vannak megjelenítve a szervezet honlapján is.
A korábbi olimpikon Vonetta Flowers és Fleming megsérült és rövid kórházi kezelésre szorult egy közlekedési baleset után, amikor az Egyesült Államok alelnöke, Joe Biden, autós felvonulásán vett részt a 2010-es vancouveri téli olimpia alkalmából.

## Díjak és kitüntetések
- Az év sportolója, 1967 - ABC, Wide World of Sports
- Lombardi-díj, 2003 - Vince Lombardi Rák Alapítvány kitüntetése". A díjat Lombardi futballedző örökségének tiszteletére hozták létre és évente odaítélik egy személynek, aki példaként szolgál edzői szellemre.

## Galéria

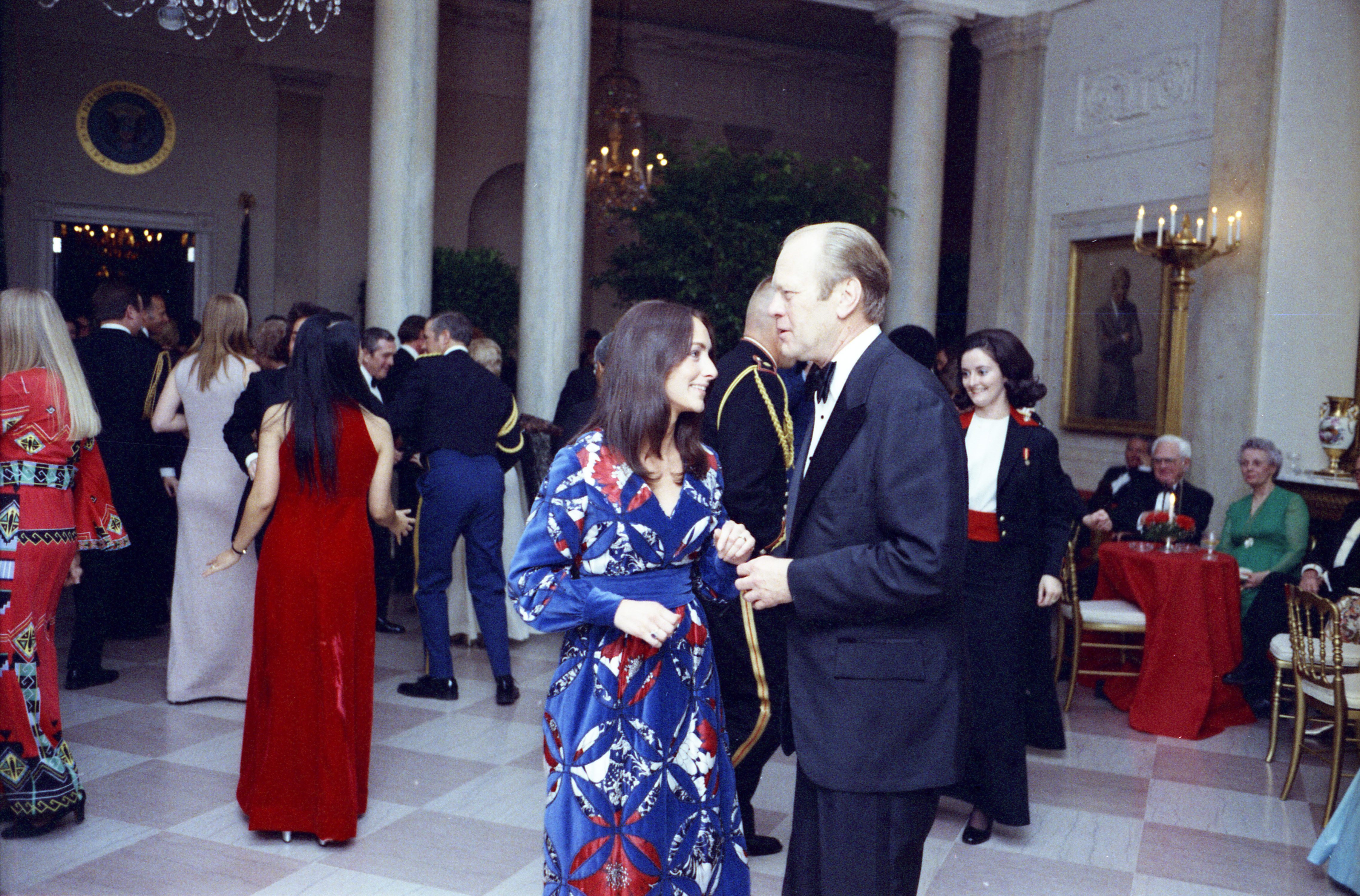
Peggy Fleming és Gerald Ford amerikai elnök
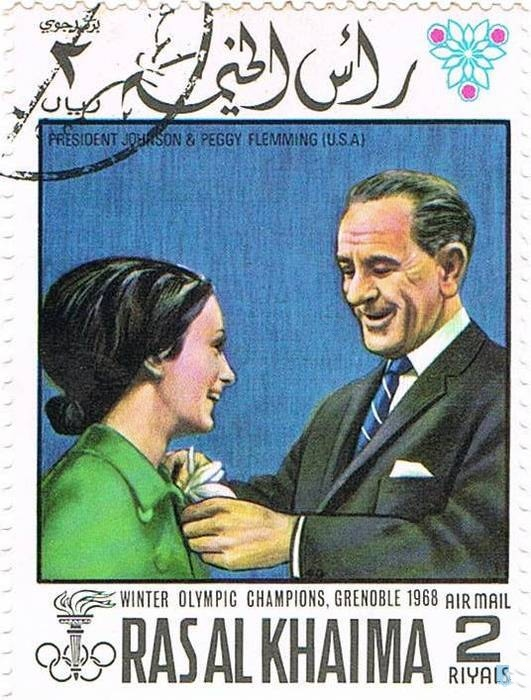
Peggy Fleming és Lyndon B. Johnson, Egyesült Arab Emírségek bélyege
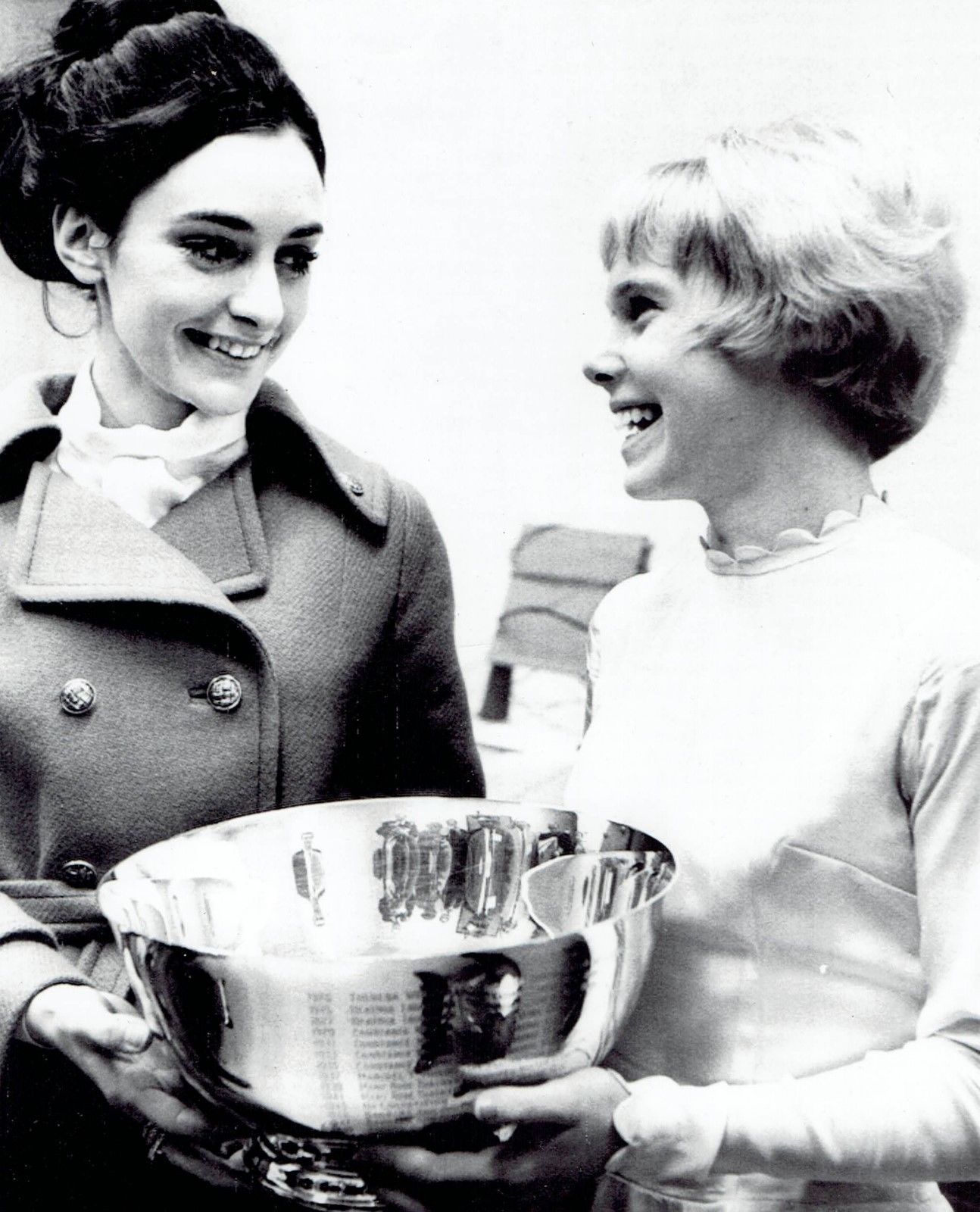
Peggy Fleming és Janet Lynn, az 1969-es amerikai bajnoknő

## Fordítás
- Ez a szócikk részben vagy egészben  a   Peggy Fleming című angol Wikipédia-szócikk fordításán alapul.  Az eredeti cikk szerkesztőit annak laptörténete sorolja fel. Ez a jelzés csupán a megfogalmazás eredetét és a szerzői jogokat jelzi, nem szolgál a cikkben szereplő információk forrásmegjelöléseként.